# Nogoyá
Nogoyá, inicialmente conocida como Nuestra Señora del Carmen de Nogoyá, es una localidad distribuida entre los distritos Montoya y Algarrobitos del departamento Nogoyá (del cual es cabecera) en la provincia de Entre Ríos, Argentina. El municipio comprende la localidad del mismo nombre y un área rural. Se emplaza en la margen derecha del arroyo Nogoyá. Se caracteriza por tener una comunidad íntimamente relacionada con la producción agrícola-ganadera. Nogoyá es la Capital provincial de la lechería.

## Toponimia
Con un nombre que lo define como “aguas bravas”, en alusión al comportamiento del arroyo en cuya margen occidental se encuentra emplazada la ciudad, Nogoyá brota en el centro geográfico de la provincia de Entre Ríos con un aspecto característicamente español, una notable concepción del cristianismo, y marcas impregnadas del pasado.
La afirmación sobre la etimología de su nombre no está refrendada en estudios filológicos; también y asimismo, se recogerán versiones que sostienen que en lengua charrúa significa "arroyo de los pájaros" y es posible que todo ello oculte una macabra etimología; en 1750, en donde hoy se levanta la cercana ciudad de Victoria se combatiò contra los legítimos herederos de la tierra; los aborígenes Mihuanes.
A diferencia de otras ciudades, Nogoyá no cuenta con una fundación de origen político. La ciudad se desarrolló y creció alrededor de la primera capilla, construida por el Presbítero Fernando Andrés Quiroga y Taboada, quien puso la misma bajo la advocación de Nuestra Señora la Santísima Virgen del Carmen.
Los registros indican la fundación de la capilla en el mes de julio de 1782 y el día patronal de la Santísima Virgen del Carmen es el día 16 del mismo mes, por lo que se acordó como fundación de la capilla el 16 de julio de 1782. Esa fecha es tomada como el nacimiento de la ciudad, y por este motivo se realiza anualmente una fiesta cívico religiosa que ya cuenta con doscientos treinta y nueve años.
Nogoyá ordena su planta urbana diagramándola con amplias y verdes plazas, calles antiguas y avenidas abiertas. Es una ciudad con identidad y estilo, plácida y armónica, con lugares de esparcimiento y recreación, que adquiere dinamismo en sus comercios, clubes, y también en las actividades sociales.
Los testimonios históricos y arquitectónicos de Nogoyá se remontan a la época de la colonización, y son incluidos en los circuitos turísticos por su admirable estado de conservación, encontrándose entre ellos edificios públicos, espacios culturales, casonas familiares y sitios religiosos.
Nogoyá es otro de los destinos entrerrianos donde los verdes invaden la escena, desplegando la amplitud de su gama por el centro urbano y los campos, y mostrándose irresistible desde los parques y paseos como el denominado “De los Puentes”, a través del cual la ciudad devela su marco de naturaleza.
La profunda devoción de Nogoyá por su fundadora, Nuestra Señora del Carmen, se pone de manifiesto especialmente para las Fiestas Patronales del 16 de julio, en tanto la hospitalidad de los lugareños se mantiene indefinidamente, capturando visitantes a su paso por el centro del territorio provincial.

## Historia
Los orígenes de la ciudad se remontan al siglo XVII, en esos momentos el territorio de Nogoyá, se encontraba bajo jurisdicción de Santa Fe.
Hacia 1760 se efectuó el asentamiento espontáneo de la zona aledaña al arroyo Nogoyá que en la lengua indígena (chaná) local significaría aguas bravas.
En 1782 el sacerdote Fernando Andrés Quiroga y Taboada, cura de Gualeguay, decidió la construcción de una capilla para los habitantes de la zona. Eligió para su emplazamiento un terreno cedido por Leandro Duré. Las familias se fueron aglutinando en torno a la rústica y primitiva construcción en el mismo lugar en que hoy se encuentra la Basílica Santuario Nuestra Sra. del Carmen, recinto en el cual cada 16 de julio, fecha tomada como fundación de la ciudad, el pueblo expresa su devoción hacia la Virgen del Carmen. Ese año el Cabildo de Santa Fe nombró a Santiago Hereñú como primer juez pedáneo de Nogoyá.
A lo largo de la historia entrerriana, Nogoyá ha sido escenario y partícipe de las guerras de la independencia, del paso de José Gervasio Artigas, de Francisco Ramírez, de Manuel Belgrano y del asesinato del gobernador delegado Cipriano Urquiza.
En 1822 la provincia fue dividida en departamentos, quedando Nogoyá dentro del departamento Subalterno n.º 3 del 1° departamento Principal del Paraná. Asumió un alcalde mayor en Nogoyá.
El 26 de agosto de 1826 le fue reconocida la categoría de villa.
Mediante Reglamento de Administración de Justicia del 13 de abril de 1849 fue creado el departamento de Nogoyá.
El 8 de noviembre de 1851, junto con otras localidades de la provincia, fue promovida al rango de ciudad por el general Justo José de Urquiza.
Fue sede de la Convención Constituyente Reformadora de la Constitución Entrerriana de 1860, teniendo como periodista de los acontecimientos al autor del Martín Fierro, José Hernández.
El 21 de febrero de 1862 fue establecido por ley el ejido de la ciudad de Nogoyá:

Art. 1°. Señálese un área de terreno de una legua cuadrada para la ciudad de Nogoyá y sus suburbios.

En 1887 el Ferrocarril Central Entrerriano unió Nogoyá con Rosario del Tala.
Los dos hechos del 2005 trascendentes para la comunidad han sido:
- La conclusión del puente vial Rosario-Victoria, vinculando a 1.500.000 habitantes del Gran Rosario a sólo 85 km de Nogoyá.
- Desarrollo de un proyecto termal.

## Gobierno
La Constitución de la Provincia de Entre Ríos en su art. 233
dispone que «El gobierno de los municipios está compuesto por dos órganos: uno ejecutivo y otro deliberativo».
A partir de la reforma constitucional de 2008 se les otorga autonomía funcional a todos los municipios de la provincia en tanto no contradigan lo dispuesto en la carta magna. No obstante ello Nogoyá no ha dictado su propia Carta Orgánica Municipal y, por tanto, se rige por la Ley Orgánica de municipalidades de la provincia de Entre Ríos (ley 10 027).
El departamento legislativo o «Concejo Deliberante» se compone por 11 concejales que actualmente (periodo 2023-2027) se componen de la siguiente manera: seis por el frente Juntos, compuesto por la Unión Cívica Radical (UCR) principalmente, cuatro por el Frente Justicialista CREER Entre Ríos y un concejal por el vecinalismo. 
Está presidido por el viceintendente municipal Desiree Peñaloza. Entre sus numerosas funciones se encuentran las de dictar Ordenanzas municipales, aprobar el presupuesto anual de cálculo de gastos y recursos y reglamentar el ordenamiento urbano, fijar las remuneraciones de empleados y funcionarios municipales, aprobar o desaprobar la toma de empréstitos a propuesta del ejecutivo, ejercer el contralor de los actos del departamento ejecutivo.
El departamento ejecutivo se compone por un presidente municipal Bernardo Schneider, encargado de la administración jurídico y contable del municipio para lo cual puede dictar Decretos que deben ser refrendados por el secretario de Gobierno municipal (el cual es nombrado por el presidente municipal al igual que los demás funcionarios según el organigrama que disponga el Concejo Deliberante). Existe también un vicepresidente municipal que preside el Concejo Deliberante y ocupa el departamento ejecutivo en caso de ausencia temporal o permanente del presidente municipal.
Existe asimismo un Juzgado administrativo de Faltas y una Oficina de defensa de los usuarios y consumidores.
El poder judicial está a cargo del gobierno provincial y está compuesto por: Un Juzgado Correccional, un juzgado de Instrucción, dos juzgados civiles y comerciales, un juzgado de paz, un Fiscal general y un Defensor de pobres y menores. (de aplicarse el nuevo Código procesal penal en Nogoyá el Juzgado de Instrucción pasaría a ser de sentencia y las fiscalías pasarían de 1 a 4 como mínimo).
El Gabinete Municipal de Bernardo Schneider está formado por la:
- Secretaría de Gobierno, Desarrollo Social y Relaciones Institucionales-Eduardo Quinodoz.

De la cual dependen la Subsecretaria de Desarrollo Social, la Coordinación de Deportes y Recreación, la Coordinación de Cultura Turismo y Educación, la Coordinación de Producción.
- La Secretaría de Hacienda, Economía y finanzas-Juan Pablo Serra.

- La Secretaría de Obras y Servicios Públicos-Beltrán Lora.

## Economía
Las actividades productivas, en su mayoría se relacionan con la producción agrícola ganadera, destacándose la producción láctea donde se destacó una red de tambos lácteos cuya materia prima va dirigida a diversas empresas queseras y otras industrias lácteas como “Nogoyá Lácteos” o S.A. "La Sibila" (antiguamente Nestlé) que produce alrededor de 1.000.000 de litros diarios de leche en polvo convirtiéndola en la fábrica más importante de Nogoyá.
Existen también unas siete acopiadoras de cereales además de otras procesadoras de alimentos como frigoríficos, antiguamente funcionaba Molinos Río de la Plata como molino arrocero y harinero pero hoy solo funciona como planta de acopio.
Hay también fábricas que producen pinturas (Nogopaint), cerveza artesanal (Cerveza Nogoyá), pegamentos, talleres y fábricas metalúrgicas.
Hay expectativas ante la posible instalación de una aceitera y una planta de biodiésel.
Existe un proyecto de parque industrial que de concretarse daría un lugar físico para que puedan instalarse otras empresas que hoy no pueden hacerlo por carecer de un lugar calificado.
Desde el año 2006 se conformó la "Asociación Nogoyaense de Talleristas", instalándose el primer Laboratorio de autotrónica de mediana complejidad de la Argentina con el auspicio del INTI (Instituto Nacional de Tecnología Industrial).

## Instituciones culturales y deportivas
Entre las instituciones de carácter cultural y/o deportivo se encuentran.
Instituciones Culturales:
- Campo de doma Luis Oscar Beltramino.
- Asociación Cultural Nogoyá.
- Coro Polifónico Nogoyá.
- Alianza francesa Nogoyá.
- Sociedad Italiana de socorros mutuos.
- Asociación Española de socorros mutuos.
- Asociación Sirio-Libanesa de socorros mutuos.

Instituciones deportivas:
- Club Social y Deportivo 25 de Mayo.
- Club Atlético 9 de Julio.
- Club Ferrocarril Fútbol Bochas Club.
- Club Sirio-Libanés.
- Club Deportivo Libertad.
- Club Deportivo Nogoyá.
- Club Ciclista Nogoyá.
- Asociación de Bochas Nogoyá.
- Seleccionado de Rugby "Los Guazunchos".
- Club de Polo "Los Guazunchos".
- Asociación de Básquet Nogoyá.
- Escuela de Taekwon-Do Chul Hak San - Instructora: Elizabeth García 3º Dan ITF

## Parroquias de la Iglesia católica en Nogoyá
| Arquidiócesis | Paraná                                                  |
| ------------- | ------------------------------------------------------- |
| Parroquias    | Basílica Nuestra Señora del Carmen de Nogoyá, San Ramón |

## Personas destacadas
- Emilia Mernes, cantante, compositora, modelo y actriz argentina.
- Roque Alfaro, exfutbolista y entrenador.
- Antonio Silio, corredor de larga distancia argentino retirado.
- Germán A.Kainer, creador de la bandera municipal de la ciudad de Nogoyá.
- Profesor Juan Carlos Ghiano, literato, autor de obras de teatro, crítico literario y redactor de páginas de La Nación y La Prensa.
- Federico Fernández, Jugador profesional de pelota paleta
- Soledad Jaimes, Jugadora profesional de futbol femenino
- Ana Gallay, Jugadora de voleibol de playa y profesora argentina
- Flavio Mendoza Bailarín y coreógrafo argentino